# Lepidodexia confusa
Lepidodexia confusa är en tvåvingeart som först beskrevs av Guilherme A.M.Lopes 1946.  Lepidodexia confusa ingår i släktet Lepidodexia och familjen köttflugor. Inga underarter finns listade i Catalogue of Life.